# الرياسي (جبلة)

تعديل مصدري - تعديل

الرياسي محلة تابعة لقرية الصال، التابعة لعزلة الثوابي بمديرية جبلة إحدى مديريات محافظة إب في الجمهورية اليمنية، بلغ تعداد سكانها 399 حسب تعداد اليمن لعام 2004.